# 류제연
류제연(柳濟然, 1934년 12월 10일~)은 대한민국의 정치인이다. 제8·9·12대 국회의원을 지냈다. 본관은 문화(文化)이고 충청남도 당진 출생이며 호(號)는 송은(松隱)이다.

## 학력
- 당진고등학교
- 연세대학교 행정학과 학사
- 연세대학교 행정대학원 행정학 석사 졸업

## 경력
- 신평중고등학교 재단이사장
- 사학재단연합회 회장
- 신민당 대통령후보 특별보좌
- 신민당 정무위원
- 신민당 사무총장, 민주당 정무위원
- 민주당 전당대회의장
- 평화민주당 부총재
- 대한민국헌정회 부회장
- 대한민국헌정회 각대별국회의원회회장(8대회장)

## 가족 관계
- 배우자: 박향신 ( ~ 2022년 9월 18일)
- 자: 유철환 (1960년 6월 4일 ~ )

## 역대 선거 결과
|  | 22.39% |

|  | 18.49% |

|  | 56.49% |

|  | 22.59% |

|  | 14.97% |

|  | 37.09% |

|  | 25.21% |

|  | 7.54% |